# マヘンドラナガル (マハカリ県)
マヘンドラナガル（ネパール語: महेन्द्रनगर、Mahendranagar）はネパール西端のスドゥパシュチム州のカンチャンプル郡の郡都。自治体としてはビムダッタ市（भिमदत्त नगरपालिका、Bhimdatta）と呼ばれる。
2021年11月11日の人口は12万3316人。
インド国境であるシャルダ川から6km離れた、タルー族が住む地域である。
カトマンズからは西に700km離れている。
マヘンドラナガルという地名はマヘンドラ国王にちなむものである。
マヘンドラ・ハイウェイの西の終点である。